# Kalimah Hermip
Kalimah Hermip (Kalimaheios), grški zgodovinar, historiograf, živel okoli 310/305‒240 pr. n. št.
Kalimah je napisal biografsko delo Bioi, življenjepise znamenitih ljudi, ki jih je prikazal po vrsti njihovih dejavnosti (filozofi, državniki, vojskovodje itd). To delo je služilo Plutarhu za njegove Primerjalne življenjepise.
Pripisujejo mu tudi astronomsko pesnitev Pojavi (Fainomena). Od njegovih del so ohranjeni samo odlomki.